# Comanche County (Oklahoma)
Das Comanche County ist ein County im US-Bundesstaat Oklahoma. Das U.S. Census Bureau hat bei der Volkszählung 2020 eine Einwohnerzahl von 121.125 ermittelt. Der Verwaltungssitz (County Seat) ist Lawton.

## Geographie
Das County liegt im Südwesten von Oklahoma, ist im Süden etwa 40 km von Texas entfernt und hat eine Fläche von 2.807 Quadratkilometern, wovon 38 Quadratkilometer Wasserfläche sind. Es grenzt an folgende Countys:
|                | Caddo County  | Grady County    |
| Kiowa County   |               |                 |
| Tillman County | Cotton County | Stephens County |

## Geschichte
Das Comanche County wurde 1901 aus Teilen des Oklahoma-Territoriums gebildet. Besiedelt wurde das County durch weiße Siedler nach einer offiziellen Land-Lotterie am 1. August 1901. Benannt wurde es nach dem nordamerikanischen Indianervolk der Comanchen.
Im County liegt eine National Historic Landmark, das Fort Sill. 32 Bauwerke und Stätten des Countys sind im National Register of Historic Places (NRHP) eingetragen (Stand 28. Mai 2018).

## Demografische Daten
Nach der Volkszählung im Jahr 2010 lebten im Comanche County 124.098 Menschen in 41.677 Haushalten. Die Bevölkerungsdichte betrug 44,8 Einwohner pro Quadratkilometer.
Ethnisch betrachtet setzte sich die Bevölkerung zusammen aus 64,5 Prozent Weißen, 17,5 Prozent Afroamerikanern, 5,9 Prozent amerikanischen Ureinwohnern, 2,2 Prozent Asiaten sowie aus anderen ethnischen Gruppen; 6,5 Prozent stammten von zwei oder mehr Ethnien ab. Unabhängig von der ethnischen Zugehörigkeit waren 11,2 Prozent der Bevölkerung spanischer oder lateinamerikanischer Abstammung.
In den 41.677 Haushalten lebten statistisch je 2,43 Personen.
25,1 Prozent der Bevölkerung waren unter 18 Jahre alt, 64,8 Prozent waren zwischen 18 und 64 und 10,2 Prozent waren 65 Jahre oder älter. 48,5 Prozent der Bevölkerung war weiblich.

Das jährliche Durchschnittseinkommen eines Haushalts lag bei 45.672 USD. Das Prokopfeinkommen betrug 20.015 USD. 15,0 Prozent der Einwohner lebten unterhalb der Armutsgrenze.

## Städte und Gemeinden
Citys
- Cache
- Elgin
- Lawton

Towns
| - Chattanooga1 - Faxon - Fletcher - Geronimo | - Indiahoma - Medicine Park - Sterling |

1 – teilweise im Tillman County